# 5a etapa del Tour de França de 2011
La 5a etapa del Tour de França de 2011 es disputà el dimecres 6 de juliol de 2011 sobre un recorregut de 164,5 km entre Carhaix-Plouguer i Cap Fréhel. El vencedor fou el britànic Mark Cavendish (Team HTC-High Road.

## Perfil de l'etapa
Etapa bàsicament plana per la zona de la Bretanya. Se surt de Carhaix-Plouguer i es va a buscar la costa a Plouha, a partir d'on es va resseguint fins a l'arribada al Cap Fréhel. Sols hi ha una petita dificultat puntuable, la cota de Gurunhuel, de 4a categoria (km 45,5) (2,3 km al 5,1). L'esprint intermedi de l'etapa es troba a Goudelin (km 70).

## Desenvolupament de l'etapa
L'etapa va estar marcada per les caigudes. Entre elles, la d'Alberto Contador. El corredor de Pinto, que presentava un cop a l'esquena, va necessitar l'ajuda de Daniel Navarro i Brian Vandborg per a reincorporar-se al gran grup. La caiguda de Contador es va produir pocs minuts després que anessin a terra l'neerlandès Robert Gesink i Janez Brajkovic, aquest traslladat en ambulància a un hospital. També va haver d'abandonar la prova el francès de l'Europcar Christophe Kern, que arrossegava problemes des de la contrarellotge per equips.

## Esprints
| Primer  | Sébastien Turgot    | 20 pts |
| Segon   | Tristan Valentin    | 17 pts |
| Tercer  | José Iván Gutiérrez | 15 pts |
| Quart   | Anthony Delaplace   | 13 pts |
| Cinquè  | Borut Božič         | 11 pts |
| Sisè    | Leonardo Duque      | 10 pts |
| Setè    | Romain Feillu       | 9 pts  |
| Vuitè   | Philippe Gilbert    | 8 pts  |
| Novè    | Mickaël Delage      | 7 pts  |
| Desè    | Vladimir Isaichev   | 6 pts  |
| Onzè    | Mark Cavendish      | 5 pts  |
| Dotzè   | Francisco Ventoso   | 4 pts  |
| Tretzè  | Alessandro Petacchi | 3 pts  |
| Catorzè | Gert Steegmans      | 2 pts  |
| Quinzè  | Mark Renshaw        | 1 pt   |

| Primer  | Mark Cavendish        | 45 pts |
| Segon   | Philippe Gilbert      | 35 pts |
| Tercer  | José Joaquín Rojas    | 30 pts |
| Quart   | Tony Gallopin         | 26 pts |
| Cinquè  | Geraint Thomas        | 22 pts |
| Sisè    | André Greipel         | 20 pts |
| Setè    | Sébastien Hinault     | 18 pts |
| Vuitè   | William Bonnet        | 16 pts |
| Novè    | Daniel Oss            | 14 pts |
| Desè    | Thor Hushovd          | 12 pts |
| Onzè    | Cadel Evans           | 10 pts |
| Dotzè   | Andreas Klöden        | 8 pts  |
| Tretzè  | Arnold Jeannesson     | 6 pts  |
| Catorzè | Stuart O'Grady        | 4 pts  |
| Quinzè  | Jurgen van den Broeck | 2 pts  |

## Ports de muntanya
- Cota de Gurunhuel. 281m. 4a categoria (km 45,5) (2,3 km al 5,1%)

| Primer | Anthony Delaplace | 1 pt |

## Classificació de l'etapa
|    | Ciclista           | Equip               | Temps      |
| -- | ------------------ | ------------------- | ---------- |
| 1  | Mark Cavendish     | Team HTC-High Road  | 3h 38' 32" |
| 2  | Philippe Gilbert   | Omega Pharma-Lotto  | m. t.      |
| 3  | José Joaquín Rojas | Movistar Team       | m. t.      |
| 4  | Tony Gallopin      | Cofidis             | m. t.      |
| 5  | Geraint Thomas     | Team Sky            | m. t.      |
| 6  | André Greipel      | Omega Pharma-Lotto  | m. t.      |
| 7  | Sebastién Hinault  | AG2R La Mondiale    | m. t.      |
| 8  | William Bonnet     | FDJ                 | m. t.      |
| 9  | Daniel Oss         | Liquigas-Cannondale | m. t.      |
| 10 | Thor Hushovd       | Garmin-Cervélo      | m. t.      |

## Classificació general
|    | Ciclista             | Equip             | Temps       |
| -- | -------------------- | ----------------- | ----------- |
| 1  | Thor Hushovd         | Garmin-Cervélo    | 17h 36' 57" |
| 2  | Cadel Evans          | BMC Racing Team   | + 1"        |
| 3  | Frank Schleck        | Team Leopard-Trek | + 4"        |
| 4  | David Millar         | Garmin-Cervélo    | + 8"        |
| 5  | Andreas Klöden       | Team RadioShack   | + 10"       |
| 6  | Bradley Wiggins      | Team Sky          | + 10"       |
| 7  | Geraint Thomas       | Team Sky          | + 12"       |
| 8  | Edvald Boasson Hagen | Team Sky          | + 12"       |
| 9  | Jakob Fuglsang       | Team Leopard-Trek | + 12"       |
| 10 | Andy Schleck         | Team Leopard-Trek | + 12"       |

|    | Ciclista           | Equip              | Total   |
| -- | ------------------ | ------------------ | ------- |
| 1r | Philippe Gilbert   | Omega Pharma-Lotto | 120 pts |
| 2n | José Joaquín Rojas | Movistar Team      | 112 pts |
| 3r | Cadel Evans        | BMC Racing Team    | 90 pts  |

|    | Ciclista         | Equip              | Total |
| -- | ---------------- | ------------------ | ----- |
| 1r | Cadel Evans      | BMC Racing Team    | 2 pts |
| 2n | Philippe Gilbert | Omega Pharma-Lotto | 1 pt  |
| 3r | Mickaël Delage   | FDJ                | 1 pt  |

|    | Ciclista             | Equip            | Temps       | Temps |
| -- | -------------------- | ---------------- | ----------- | ----- |
| 1r | Geraint Thomas       | Team Sky         | 17h 37' 09" |       |
| 2n | Edvald Boasson Hagen | Team Sky         | m. t.       |       |
| 3r | Robert Gesink        | Rabobank ProTeam | + 08"       |       |

|    | Equip             | Temps       | Temps |
| -- | ----------------- | ----------- | ----- |
| 1r | Garmin-Cervélo    | 52h 01' 31" |       |
| 2n | Team Sky          | + 2"        |       |
| 3r | Team Leopard-Trek | + 4"        |       |

## Abandonaments
- Janez Brajkovic (Team RadioShack). Abandona, per una caiguda.[4]
- Christophe Kern (Team Europcar). Abandona, per una tendinitis al genoll.